# Sueldo jaqués

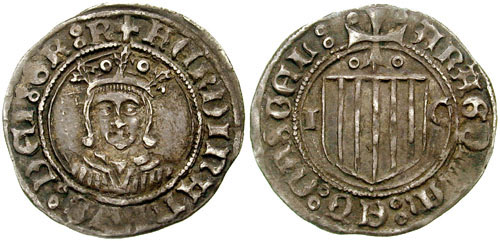
Aragonés o medio real de plata de Fernando el Católico, con valor de un sueldo jaqués.

El sueldo jaqués, cuyo origen se halla en la ciudad oscense de Jaca, era una subunidad derivada de la libra jaquesa, usada como moneda de cuenta en la Corona de Aragón. La moneda de cuenta o de cambio no se acuñaba, pero servía como referencia del valor de las acuñaciones. En Aragón siguió usándose hasta después de 1800, al igual que la libra, que equivalía a 20 sueldos jaqueses, y cada sueldo a 12 dineros, ya que el sueldo era una moneda de oro del mismo peso que el dinero de plata, que, al mantener hasta la era moderna una paridad 12:1, hacía que cada sueldo (moneda de cuenta imaginaria del valor de oro del mismo peso que un sueldo de plata) equivaliera a doce dineros.
Como explicaba Felipe Mateu y Llopis:

«El sistema monetario se hallaba basado en el sueldo y la libra, común a toda la Europa del siglo XI, como recuerdo del sistema carolingio. La base del sueldo era el dinero, moneda efectiva, de vellón, con un divisor, su mitad, llamado óbolo o miaja; la suma de doce dineros integraban el sueldo, unidad de cuenta, llamado sueldo jaqués; la suma de 20 sueldos jaqueses era la libra, unidad también de cuenta, la mayor.»
Felipe Mateu y Llopis, La moneda española, 1946.